# Acicula fusca
Acicula fusca е вид коремоного от семейство Aciculidae.

## Разпространение
Видът е разпространен в Белгия, Великобритания (Северна Ирландия), Германия, Ирландия, Испания, Нидерландия и Франция.